# Carlos Saavedra Lamas
Carlos Saavedra Lamas, född i Buenos Aires 1 november 1878, död där 5 maj 1959, var en argentinsk politiker och jurist.

## Biografi
Saavedra Lamas var Argentinas justitie- och utbildningsminister 1915 och utrikesminister 1932-1938. Han var en av förgrundsgestalterna i mellankrigstidens mellanfolkliga samarbete.
Saavedra Lamas medlade i fredsförhandlingarna i Chacokriget mellan Bolivia och Paraguay 1932-1935 och var 1936 ordförande i Nationernas förbunds förbundsförsamling. Han belönades med Nobels fredspris 1936 för sin medlingsinsats i Chacokriget.